# Cartridge
Cartridge ([kártridž], česky patrona, kazeta, zásobník) může mít v počítačové terminologii několik významů.

## Paměťové médium

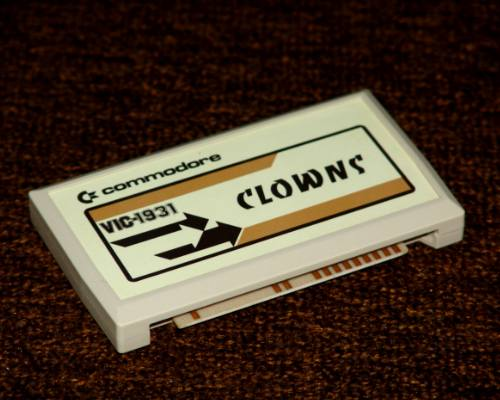
Cartridge pro počítač Commodore VIC-20 (v německu prodáván pod názvem Commodore VC-20)

Ve starších osobních počítačích (např. Atari 2600) a herních konzolích pojem cartridge označoval paměťové médium obsahující integrované paměťové obvody typu ROM. Cartridge svými rozměry připomínala kazetu a na jedné straně byl konektor pro zapojení do počítače. Ve své době se jednalo o častý způsob distribuce počítačových her.

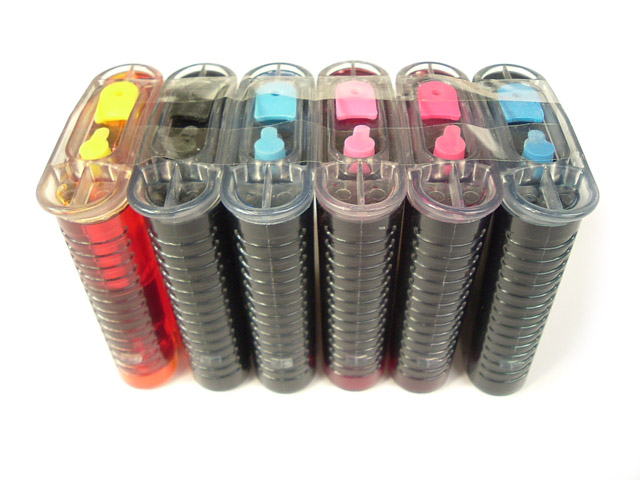
inkoustové cartidge do tiskárny

## Inkoustové tiskárny
V inkoustových počítačových tiskárnách pojem cartridge označuje vyměnitelný zásobník s inkoustem. Inkoustové tiskárny obvykle k tisku používají barevné schéma CMYK, tedy čtyři základní barvy inkoustu: černou (black), azurovou (cyan), purpurovou (magenta) a žlutou (yellow). Z těchto barev je tiskárna schopna namíchat všechny ostatní odstíny. Inkoustový tisk je nejvhodnější variantou pro profesionální nebo i domácí tisk fotografií, jelikož výsledné výtisky se vyznačují vysokou kvalitou a barevnou přesností.
Princip inkoustového tisku je následující. Při tisku jsou mikroskopické kapičky inkoustu z cartridge vymršťovány velkou rychlostí na papír pomocí trysek tiskové hlavy.